# Rafał Kochański
Rafał Kochański (ur. 1973 w Radomiu) – doktor habilitowany sztuki, profesor nadzwyczajny Akademii Sztuk Pięknych w Warszawie, w kadencji 2016–2020 prodziekan Wydziału Grafiki Akademii Sztuk Pięknych w Warszawie, nauczyciel akademicki innych uczelni.

## Życiorys
W 1999 ukończył studia w Akademii Sztuk Pięknych w Warszawie uzyskaniem tytułu magistra w zakresie grafiki warsztatowej w pracowni mistrzowskiej profesor Ewy Walawskiej. W 2005 otrzymał stopień doktora sztuki w dziedzinie sztuk plastycznych. W 2009 Rada Wydziału Grafiki Akademii Sztuk Pięknych w Warszawie nadała mu stopień doktora habilitowanego sztuki w dziedzinie sztuk plastycznych w dyscyplinie artystycznej – sztuki piękne.
W 2013 został profesorem nadzwyczajnym ASP w Warszawie. W kadencji 2016–2020 pełni funkcję prodziekana Wydziału Grafiki ASP.
Nauczyciel akademicki Wydziału Architektury Wyższej Szkoły Ekologii i Zarządzania w Warszawie oraz Wyższej Szkoły Artystycznej w Warszawie.